# 広田礼美
広田 礼美（ひろた れみ、1985年12月18日 - ）は、東京都出身の女優。

## 人物・略歴
白百合学園小学校、白百合学園中学校・高等学校、白百合女子大学卒業。
2004～2008年の大学在学中に、早大ミュージカル研究会を中心に早稲田系小劇場で活動。その後、文学座附属演劇研究所を経て、2009年からフリーで活動していたが、現在は(株)NLTに所属。過去10年間程の出演作品ほぼ全てにおいて、主役・ヒロインに抜擢されている。
小中高大と芸能活動禁止の校則の中、かつてはオスカープロモーション、クリエートジャパンエージェンシーに所属していた時期もある。

## 出演した舞台

### 2009年
- 3月 『ブルーストッキングの女たち』　伊藤野枝役
- 6月 ガッツ石松芸能生活35周年記念公演『しあわせになろうね』
- 8月 元氣エンターテイメントシアター『カーラヂオが終われば』　りん役
- 10月 別世界カンパニー『ロミオ＆ジュリエット』　ジュリエット役
- 12月 劇団リサイクル『竹久夢二・異聞』　笠井彦乃役

### 2010年
- 3月 西新宿ロココ街『雀百まで』　主演
- 5月 EBAプロデュース『ツイスト・アゲイン』　主演
- 7月 別世界カンパニー『青い鳥』　ミチル役
- 8月 弾丸MAMAER『上等な、死因』　土井沙紀役
- 9月 別世界カンパニー『ロミオ＆ジュリエット』再演　ジュリエット役
- 10月 Theatre Polyphonic『悪魔の絵本』　W主演

### 2011年
- 5月 彗星inc.『象が鳴いている』
- 7月 劇団民藝『アンネの日記』マルゴー・フランク役[1]
- 1月 別世界カンパニー「 坂本龍馬」　楢崎龍役
- 12月 別世界カンパニー『ロミオ&ジュリエット』再々演　ジュリエット役

### 2012年
- 1月 別世界カンパニー「 坂本龍馬」再演 楢崎龍役
- 3月 AWC『幕末純情伝』 沖田総司役
- 5月 T9企画「チョイス！」
- 6月 アトリエフォンテーヌ『マクベス』　マクベス夫人役
- 8月夢工房「鈴の風」　主演

### 2013年
- 3月 笛井事務所「友達」
- 8月 マジックショー「Run to you」
- 10月 カルテット「contact」
- 12月 別世界カンパニー『新撰組伝 〜新章・150年後 最後の武士〜』[2]

## テレビドラマ
- 『相棒 season6』「マリリンを探せ」（テレビ朝日・2008年1月30日）
- 『Dr.DMAT』第8話 （TBS・2014年）
- 『タイムスクープハンター season6』「解明せよ！戦慄の超常現象」（NHK総合テレビ・2014年）さき役

## Vシネマ
『いけない!ルナ先生  愛LOVEムービー!!篇』（エスピーオー）- ミチコ 役